# Лазутин, Николай Георгиевич
Николай Георгиевич Лазутин (1901, Санкт-Петербург — 26 августа 1950, Москва) — советский военный деятель, комбриг (1939), участник Великой Отечественной и Гражданской войн. В 1941 году попал в немецкий плен, в 1950 году осуждён по обвинению в измене Родине и расстрелян. Реабилитирован посмертно.

## Биография
Николай Лазутин родился 24 ноября 1901 года в Санкт-Петербурге в рабочей семье. После окончания четырёхклассной городской школы и трёхклассной торговой школы работал в торговле. В 1919 году Лазутин был призван на службу в Рабоче-крестьянскую Красную Армию. Участвовал в боевых действиях во время Гражданской войны на Северном фронте против войск генерала Юденича. В 1921 году он окончил артиллерийские курсы в Петрограде, в 1922 году — артиллерийскую школу.
Командовал различными артиллерийскими подразделениями, был преподавателем в артиллерийской школе в Детском селе (ныне — город Пушкин Ленинградской области). В 1935 году Лазутин окончил Военную артиллерийскую академию имени Дзержинского. В 1935—1936 годах командовал артиллерийским полком. В 1936—1938 годах Лазутин был начальником Одесского артиллерийского училища. В 1938—1939 годах он командовал артиллерией 60-й стрелковой дивизии Киевского особого военного округа. С 1939 года Лазутин командовал артиллерией 61-го стрелкового корпуса. 6 августа 1939 года ему было присвоено воинское звание комбрига.
В начале Великой Отечественной войны 61 корпус был переброшен из Тульской в Могилевскую область и сыграл решающую роль в знаменитой обороне Могилева. В 20-х числах июля кольцо окружения замкнулось в 40 км восточнее Могилева. 3 августа 1941 года при попытке выйти из окружения комбриг Лазутин был захвачен в плен. Первоначально содержался в лагере Замостье в Польше, а в начале 1942 года он был переведён в лагере для офицеров-военнопленных Хаммельбург. В ноябре 1943 года — феврале 1945 года Лазутин находился в лагере в Нюрнберге. Во второй половине февраля 1945 года он был переведён в лагерь Вайсенбург. В начале мая 1945 года он был освобождён и передан в советскую военную миссию по репатриации в Париже, а оттуда 26 мая 1945 года вместе с другими освобождёнными из плена генералами доставлен в Москву.
После возвращения в СССР проходил спецпроверку НКГБ СССР в Туле. 30 декабря 1945 года после её завершения Лазутин был арестован по обвинению в измене Родине.
Находясь в лагере военнопленных в городе Замостье, Лазутин в конце 1941 г. установил связь с немцами, после чего был назначен комендантом блока (отделения) лагеря, где руководил полицией и выполнял указания немцев по созданию тяжелых условий содержания военнопленных в лагере… Впоследствии Лазутин использовался немцами в должности коменданта и в других лагерях военнопленных. Лазутин признал, что в Хаммельсбургском лагере подчинявшаяся ему полиция издевалась над советскими военнопленными, но он лично участия в этом не принимал…
Но по показаниям освобождённых из плена офицеров, содержащихся в том же лагере, Лазутин лично избивал других пленных.
26 августа 1950 года Военная коллегия Верховного Суда СССР приговорила Лазутина к высшей мере наказания. В тот же день приговор был приведён в исполнение. Захоронен на Донском кладбище.
28 декабря 1956 года Пленумом Верховного Суда СССР Лазутин был посмертно реабилитирован.